# Crónicas de Holinshed

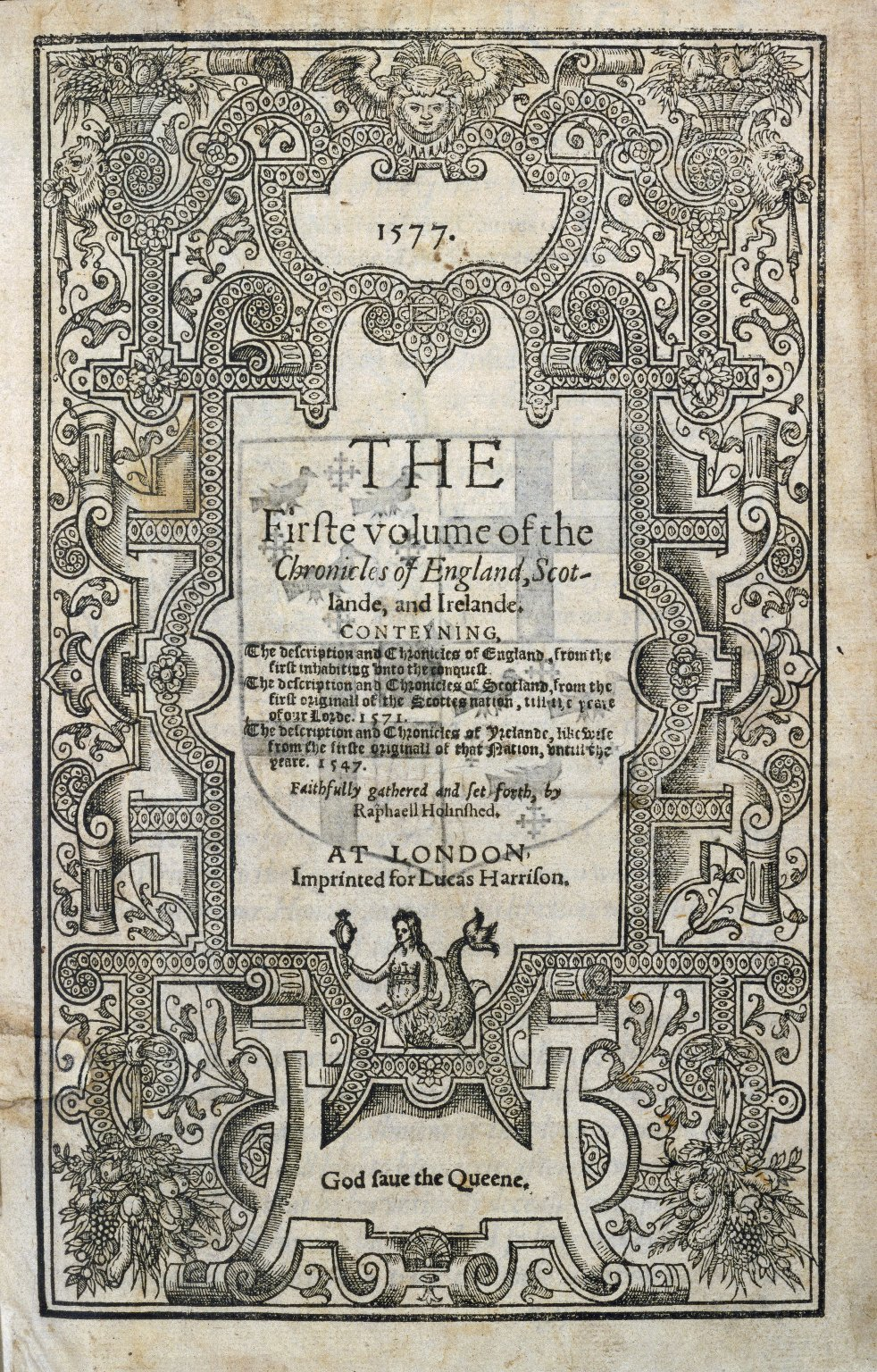
Primera página de la 1ª edición de 1577 de las Crónicas de Holinshed

Chronicles of England, Scotland, and Ireland, o Crónicas de Inglaterra, Escocia e Irlanda, es un trabajo colaborativo publicado en varios volúmenes y en dos ediciones, la primera en 1577 y la segunda en 1587. Se trata de una descripción larga y exhaustiva de la historia de las islas británicas.
Las crónicas son una fuente de interés por su relación con las obras teatrales de Shakespeare.

## Descripción
En 1548, el impresor londinense Reginald Wolfe tuvo la idea de crear una «cosmografía universal del mundo entero, con historias particulares de toda nación conocida». Wolfe quería que el trabajo se publicara en inglés, y deseaba dotarlo de mapas e ilustraciones. El impresor adquirió buena parte de los textos de John Leland, y con ellos compuso cronologías y dibujó mapas actualizados. Cuando Wolfe se dio cuenta de que no podría completar este proyecto por sí solo, contrató a Raphael Holinshed y William Harrison para que le ayudasen.

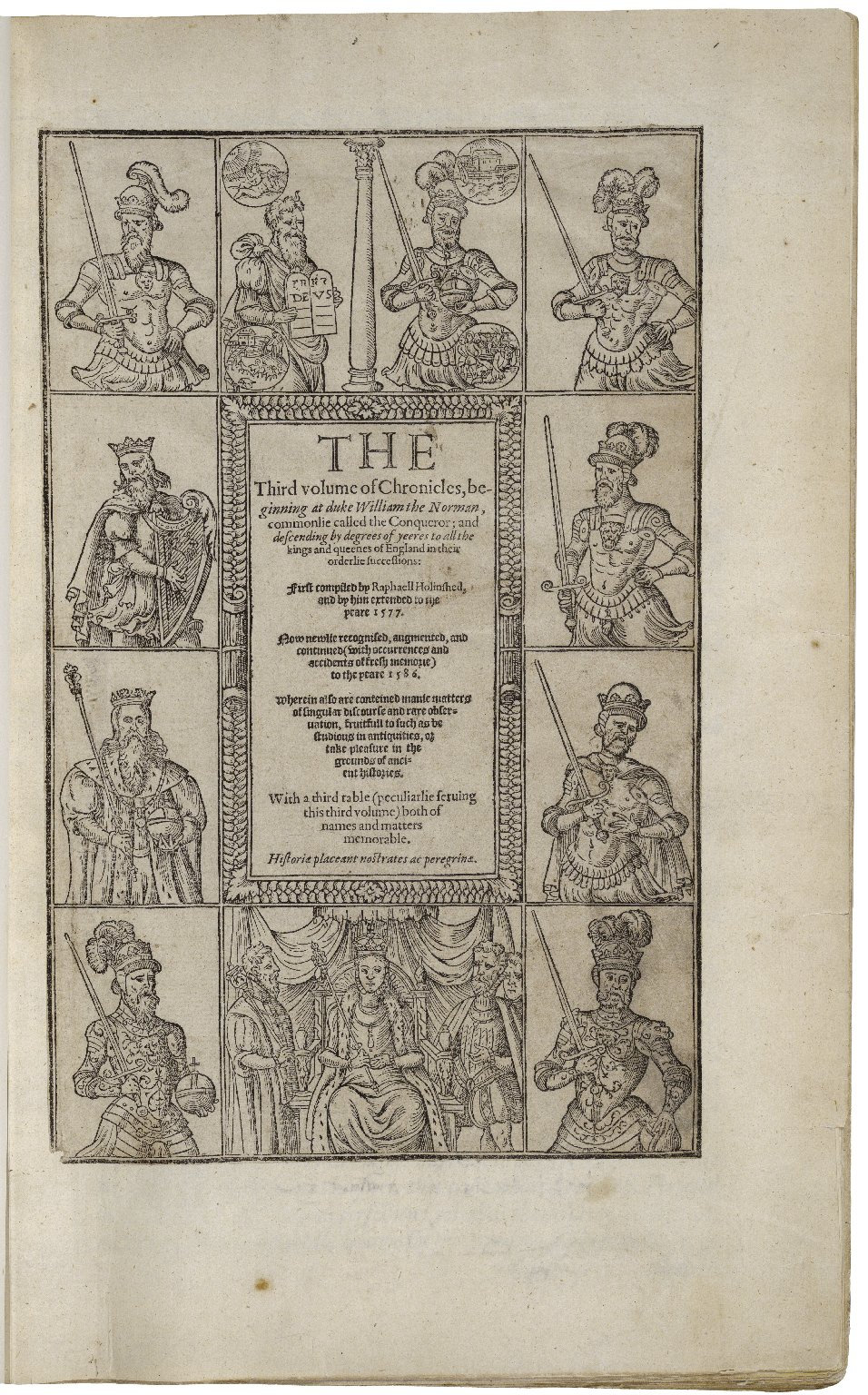
Segunda edición de las Crónicas

Wolfe murió en 1573 sin acabar el proyecto, que tras convertirse en un trabajo específico sobre las islas británicas, pasó a ser gestionado por un consorcio de tres miembros de la Excelentísima Compañía de Impresores y Editores. Este consorcio mantuvo a Raphael Holinshed, que contrató a William Harrison, Richard Stanyhurst, Edmundo Campion y John Hooker. En 1577 se publicó el trabajo en dos volúmenes, después de pasar por la censura del consejo privado, que suprimió parte de la contribución de Stanyhurst sobre Irlanda. Cuando las crónicas se publicaron por primera vez, numerosos eruditos las acogieron con recelo, al considerarlas un trabajo poco académico.

## Influencia en Shakespeare
Es una «creencia generalizada» que William Shakespeare utilizó la 2ª edición revisada de las Crónicas (publicada en 1587) como fuente de algunos de sus dramas históricos, de la trama de Macbeth y de partes de El rey Lear y Cimbelino.
Otros dramaturgos, como Christopher Marlowe, utilizaron las Crónicas como fuente.

### Las Crónicas y Macbeth

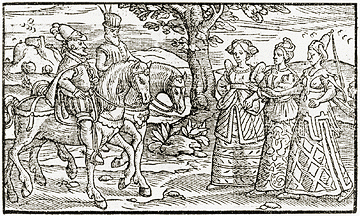
Imagen genérica empleada para ilustrar el «encuentro de Macbeth y Banquo con las brujas» en la 1ª edición de las Crónicas de Holinshed

Shakespeare usó profusamente el trabajo de Holinshed en Macbeth, pero recurriendo a una forma modificada. Un ejemplo son las tres brujas, que Holinshed describe como «criaturas del bosque (…) ninfas o hadas». Las ninfas y las hadas se suelen considerar seres bellos y jóvenes, pero las tres brujas de Shakespeare son feas, oscuras y extrañas. Se cree que hizo este cambio para añadir suspense y hacer la obra más tenebrosa. Además, en las Crónicas no aparece descripción alguna del personaje de Macbeth, por lo que Shakespeare improvisó en varias ocasiones. También tomó del trabajo de Holinshed los personajes de Banquo y Fleance, pero actualmente muchos historiadores los consideran míticos, creados por los dirigentes de Escocia en la época de la publicación de las Crónicas.

### Edición moderna
- Holinshed, Raphael. Holinshed's Chronicles England, Scotland, and Ireland. Ed. Vernon F. Snow. Nueva York: AMS, 1965 (en inglés).